# Forklædt som voksen
|  | Forklædt som voksen er også navnet på et album af Troo.L.S og Orgi-E, se Forklædt som voksen (2005-album) |
Forklædt som voksen er debutalbummet fra den danske poprock-gruppe Kim Larsen & Bellami, der udkom den 3. juni 1986 på Medley Records. Albummet er det andet mest solgte album i Danmark med 540.000 eksemplarer, kun overgået af Kim Larsens eget soloalbum Midt om natten (1983).
Albummets cover er et billede af en boxer iført habit og hat og lavet af kunstneren Simon Bang. Dette var lånt af et af Københavns værtshuse, "Under Uret på Sølvtorvet".

## Sange
| 1. | "Vi er dem"              | Kim Larsen, Erik Clausen | Larsen            | 1:28 |
| 2. | "Familien skal i skoven" | Larsen                   | Larsen, Joe Delia | 4:27 |
| 3. | "Store & små"            | Larsen, Mogens Mogensen  | Larsen            | 3:00 |
| 4. | "Jutlandia"              | Larsen                   | Larsen            | 3:54 |
| 5. | "Natten er blid"         | Don Pedro                | Larsen            | 3:32 |
| 6. | "Højere op"              | Larsen                   | Larsen            | 2:54 |
| 7. | "Hjerter dame"           | Larsen                   | Larsen            | 1:45 |

| 1. | "Sammen & hver for sig" | Larsen, Mogensen                         | Larsen         | 0:51 |
| 2. | "Fru Sauterne"          | Larsen, Mogensen                         | Larsen         | 2:43 |
| 3. | "Mig og Molly"          | Larsen                                   | Larsen         | 2:49 |
| 4. | "Forklædt som voksen"   | Larsen                                   | Larsen         | 3:22 |
| 5. | "Esprit de Valdemar"    | Larsen, Mogensen                         | Larsen         | 1:47 |
| 6. | "Bellami"               | Larsen, Clausen, Leif Sylvester Petersen | Trad., Larsen  | 3:08 |
| 7. | "Syrenprinsessen"       | Jan Toftlund                             | Mathilde Bondo | 2:57 |
| 8. | "Om lidt"               | Larsen, Petersen                         | Larsen         | 2:40 |

- Blæserarrangement på "Hjerter dame" af Kim Larsen, Henning Pold og Jan Lysdahl.

## Medvirkende
| - Poul Bruun – producer - Jan Lysdahl – trommer, guitar, tangenter, kor - Peter Ingemann – tangenter, kor - Henning Pold – bas, tangenter, kor - Thomas Grue – guitar, kor - Thomas Brekling – lydmand - Axel Strandberg – altmuligmand - Niels Mathiasen – tenorsaxofon - Mek Pek – trompet - Kim Neergaard – basun - Ole Hansen – trompet, piccolofløjte - Kenneth Agerholm – basun | - Ole Himmelstrup – tenor- og barytonsaxofon - Jens Haack – tenor- og barytonsaxofon - Cleo – sidste vers på "Esprit de Valdemar" - Morten Kærså – solo på "Mig og Molly" - Sebastian – kor på "Fru Sauterne" - Øyvind Ougaard – harmonika på "Sammen & hver for sig" - Hjörtur Blöndal – lydtekniker på "Jutlandia" - Søren Wolff – synthesizer på "Hjerter dame" - Jesper Ranum – et enkelt dyt på "Om lidt" - Nils Henriksen – guitar på "Store & små" - Gert Herzberg – obo på "Forklædt som voksen" og "Familien skal i skoven" |

## Hitlister
| Hitliste (1986)             | Højeste placering |
| --------------------------- | ----------------- |
| Norge (VG-lista)            | 2                 |
| Sverige (Sverigetopplistan) | 12                |

| Hitliste (2018)        | Højeste placering |
| ---------------------- | ----------------- |
| Danmark (Album Top-40) | 2                 |